# توبي هوبر
توبي هوبر (بالإنجليزية: Tobe Hooper)‏ (مواليد 25 يناير 1943 في أوستن - 26 أغسطس 2017)، هو مخرج ومنتج أفلام وكاتب سيناريو أمريكي بدأ نشاطه سنة 1969. أبرز انتجاته السينمائية كان فيلم مجزرة منشار تكساس سنة 1974. توفي يوم 26 أغسطس 2017 عن عمر يناهز 74 سنة.

## الأعمال
- مجزرة منشار تكساس (1974)
- مجزرة منشار تكساس 2
- الجن (2013)
- قصص مدهشة

## وصلات خارجية
- توبي هوبر على موقع IMDb (الإنجليزية)
- توبي هوبر على موقع روتن توميتوز (الإنجليزية)
- توبي هوبر على موقع ألو سيني (الفرنسية)
- توبي هوبر على موقع ميوزك برينز (الإنجليزية)
- توبي هوبر على موقع تيرنر كلاسيك موفيز (الإنجليزية)
- توبي هوبر على موقع أول موفي (الإنجليزية)
- توبي هوبر على موقع قاعدة بيانات الأفلام السويدية (السويدية)
- توبي هوبر على موقع إن إن دي بي (الإنجليزية)
- توبي هوبر على موقع ديسكوغز (الإنجليزية)
- توبي هوبر على موقع قاعدة بيانات الفيلم (الإنجليزية)